# 第1航空機動旅団 (ドイツ連邦陸軍)
第1航空機動旅団（だい1こうくうきどうりょだん、ドイツ語：Luftbewegliche Brigade 1）は、ドイツ連邦陸軍の旅団の一つ。ヘッセン州フリッツラーに所在するフリッツラー陸軍飛行場に旅団司令部を置く。

## 任務
航空機動旅団は航空機動作戦の枠組みにおいて計画・準備し、作戦を実行する。旅団は介入戦力や安定化戦力などに自由に指定され運用される。特殊作戦師団が実施する捜索救難作戦（OSAR）のために保有する航空部隊を派出し支援する。旅団が保有する猟兵連隊は、他の機械化歩兵部隊や機甲部隊の追加支援なしで即応性の高い任務に対応出来るよう、旅団独自の歩兵部隊として運用される。

## 部隊編制
- 司令部中隊　在フリッツラー陸軍飛行場
- 第1猟兵連隊　在シュヴァルツェンボルン
- 第10輸送ヘリコプター連隊「リューネブルク」　在ファスベルク（NHI NH90）
- 第26攻撃ヘリコプター連隊「フランケン」　在ロート（MBB Bo 105、ユーロコプター ティーガー）
- 第36攻撃ヘリコプター連隊「クールヘッセン」　在フリッツラー（MBB Bo 105、ユーロコプター ティーガー）

## 歴史
1995年の「新任務のための新陸軍」による連邦軍改革の一環として新旅団が構想され、ホンベルクの第5装甲擲弾兵旅団と陸軍航空隊が合併して1997年にフリッツラーにて第1航空機械化旅団が新編される。以降、旅団は大規模災害対処や国外での人道支援などの任務に参加している。2007年に第1航空機動旅団に改称した。新名称は支援旅団から高機動戦闘旅団として発展したことを反映している。

## 歴代旅団長
| 代 | 氏名                                                  | 着任          | 離任          |
| -- | ----------------------------------------------------- | ------------- | ------------- |
| 1  | ディーター・ブッデ陸軍大佐 de:Dieter Budde            | 1997年4月3日  | 1999年4月     |
| 2  | ラインハルト・カマラー陸軍大佐 de:Reinhard Kammerer   | 1999年4月     | 2002年9月     |
| 3  | ヴェルナー・フリエルス陸軍大佐 de:Werner Freers       | 2002年        | 2002年        |
| 4  | ラインハルト・ヴォルスキー陸軍大佐 de:Reinhard Wolski | 2003年        | 2003年8月4日  |
| 5  | フォルカー・ハルバウアー陸軍大佐 de:Volker Halbauer   | 2003年8月4日  | 2008年12月5日 |
| 6  | ユルゲン・ゼッツァー陸軍大佐 de:Jürgen Setzer         | 2008年12月5日 |               |